# 13º Reggimento artiglieria da campagna
Il 13º Reggimento artiglieria da campagna è stato un reggimento di artiglieria da campagna del Regio Esercito prima e dell'Esercito Italiano poi.
Il reggimento fu costituito a Roma nel 1887, e partecipò alla prima guerra mondiale. Nel 1934 passò alle dipendenze della 21ª Divisione fanteria "Granatieri di Sardegna" e assunse la designazione di 13º Reggimento artiglieria "Granatieri di Sardegna"; la partecipazione alla seconda guerra mondiale fruttò al reggimento l'assegnazione di una Medaglia di bronzo al Valor Militare. Sciolto nel settembre 1943 a seguito degli eventi armistiziali, il reggimento fu ricostituito a Milano nel 1947 come 13º reggimento artiglieria da campagna controcarri, per poi riassumere la designazione di 13º Reggimento artiglieria da campagna nel 1948 ed essere assegnato alla Divisione fanteria "Granatieri di Sardegna".
Più volte riorganizzata nell'organico, l'unità assunse la designazione di 13º Gruppo artiglieria da campagna "Magliana" nel 1975 per transitare nell'organico della Brigata meccanizzata "Granatieri di Sardegna"; dopo l'equipaggiamento con semoventi d'artigliera nel 1992, l'unità assunse la designazione di 13º Reggimento artiglieria da campagna semovente "Granatieri di Sardegna". Il reggimento fu infine soppresso nel 1995.
Tra le curiosità della storia del reggimento si ricorda la caserma Piave in Civitavecchia, che ospitava il 13 Gruppo Magliana, tra la fine del 1988 ed inizio 1989, è stata parte del set cinematografico per il film di Ettore Scola "Che ora è", con Massimo Troisi e Marcello Mastroianni, nello specifico nelle stanze della 1ª Batteria. Il film è stato completamente girato nella città di Civitavecchia.